# Největší Ital všech dob
Největší Ital všech dob, v originále Il più grande italiano di tutti i tempi, byla televizní show, kterou v roce 2010 vysílala italská veřejnoprávní stanice Rai 2. Po vzoru formátu BBC Great Britons hledala největší osobnosti italské historie. Hlasování probíhalo na internetu.

## Výsledky

### První desítka

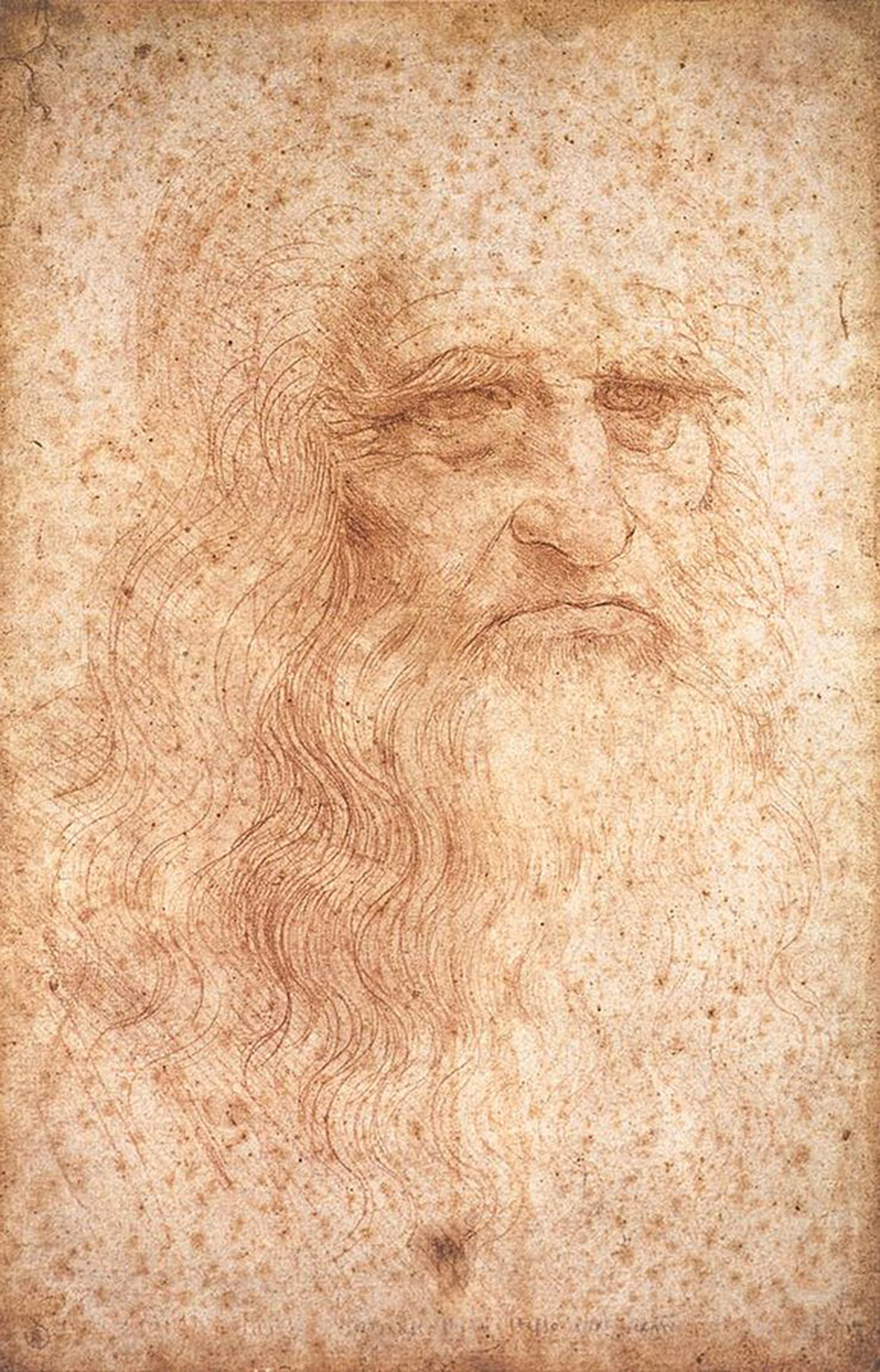
Leonardo da Vinci

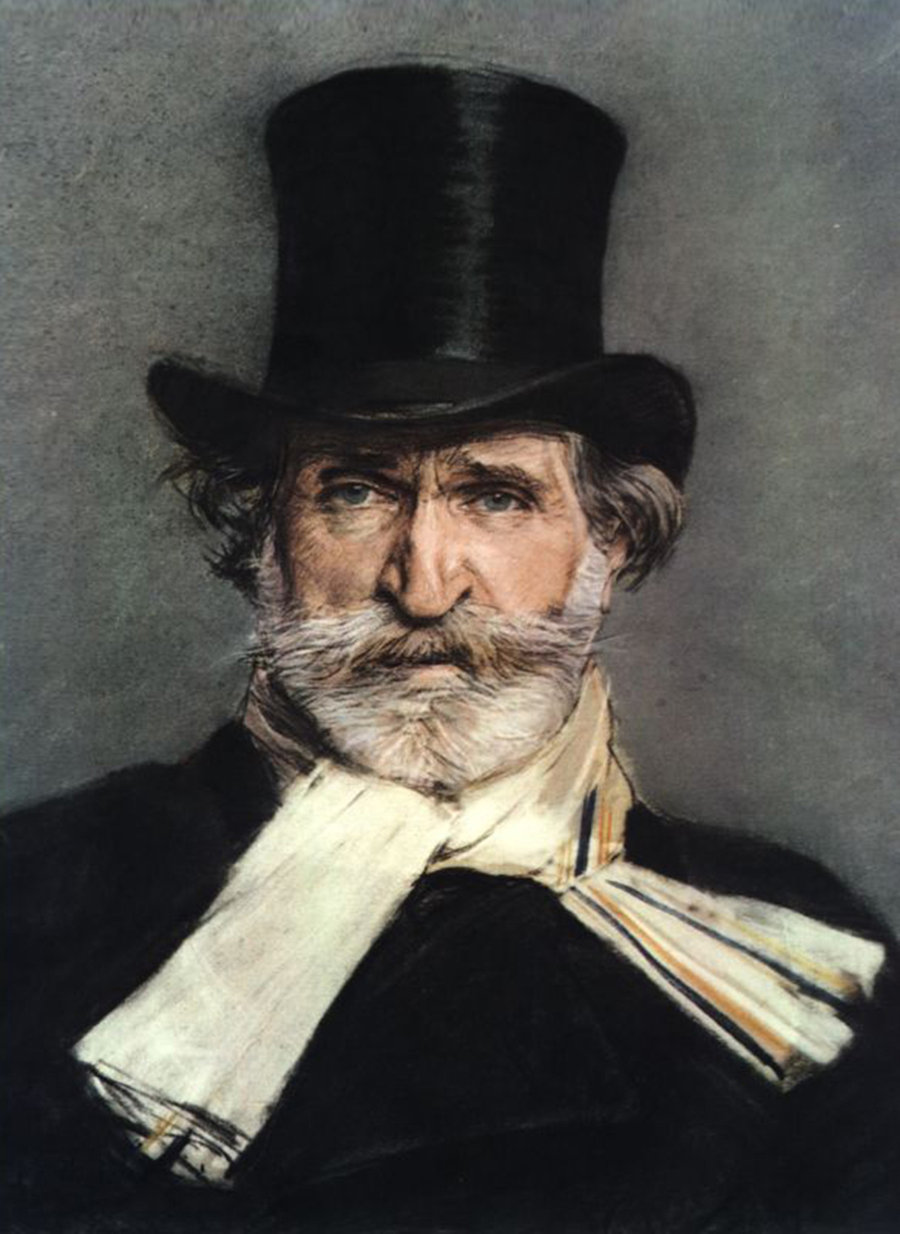
Giuseppe Verdi

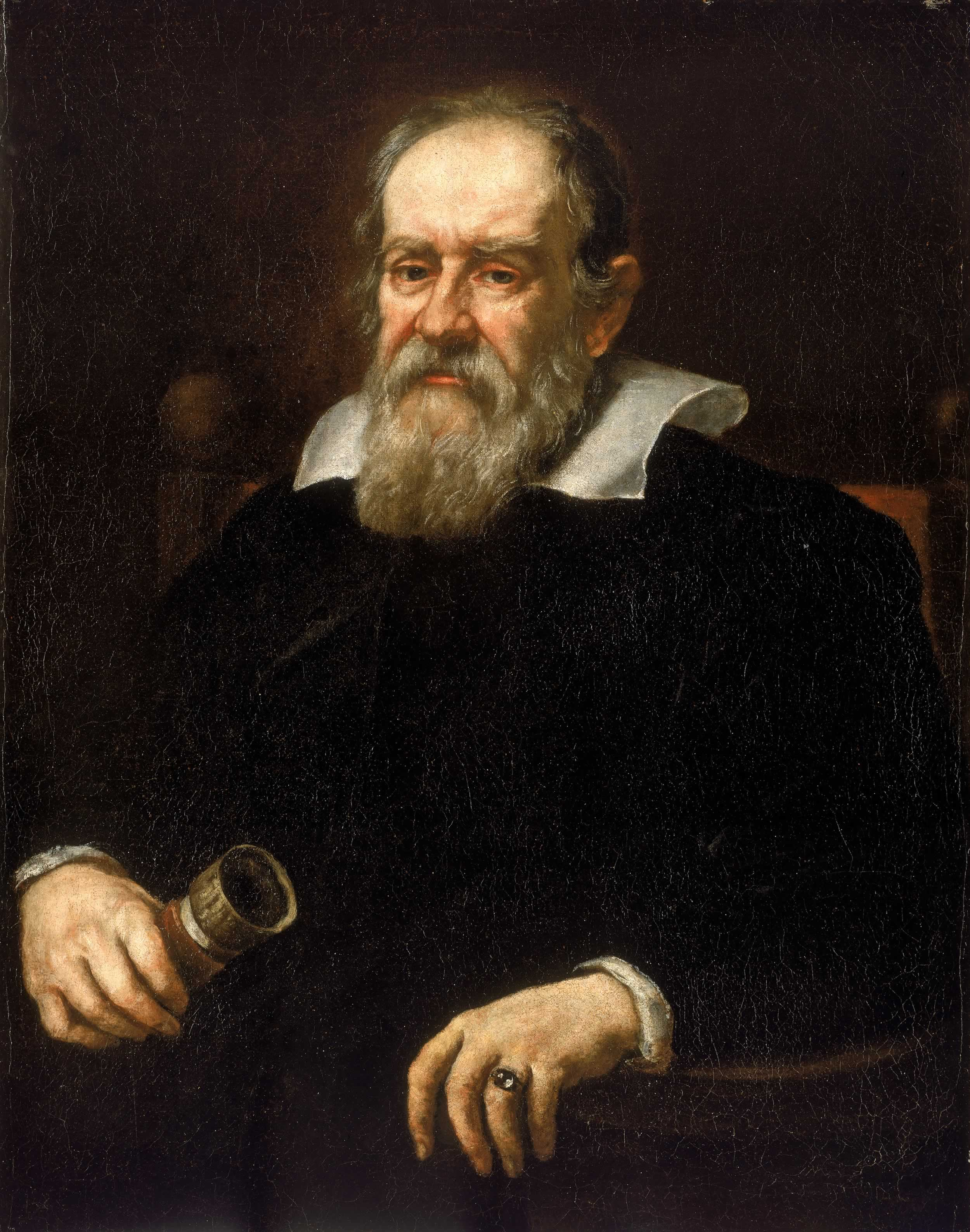
Galileo Galilei

- 1. Leonardo da Vinci - renesanční myslitel a vědec
- 2. Giuseppe Verdi - hudební skladatel
- 3.-4. 
  - Giovanni Falcone
  - Paolo Borsellino - bojovníci proti mafii
  - Galileo Galilei - středověký vědec
- 5. Totò - komik
- 6. Laura Pausini - zpěvačka
- 7.-9.
  - Anna Magnani - herečka
  - Luigi Pirandello - dramatik
  - Enrico Fermi - fyzik
- 10. Dante Alighieri - středověký básník

### Ostatní nominovaní bez pořadí
- Caravaggio
- Kryštof Kolumbus
- Giacomo Puccini
- Lucio Battisti
- Roberto Benigni
- Mike Bongiorno
- Giosuè Carducci
- Fausto Coppi
- Eduardo De Filippo
- Vittorio De Sica
- Federico Fellini
- Enzo Ferrari
- Rosario Fiorello
- Giuseppe Garibaldi
- Vittorio Gassman
- Giotto di Bondone
- Giacomo Leopardi
- Rita Leviová-Montalciniová
- Sophia Lorenová
- Nino Manfredi
- Alessandro Manzoni
- Guglielmo Marconi
- Marcello Mastroianni
- Giuseppe Mazzini
- Michelangelo Buonarroti
- Anna Mina Mazzini
- Aldo Moro
- Giovanni Pascoli
- Luciano Pavarotti
- Sandro Pertini
- Francesco Petrarca
- Marco Polo
- Valentino Rossi
- Alberto Sordi
- Massimo Troisi
- Alessandro Volta